# Yvonne Brill

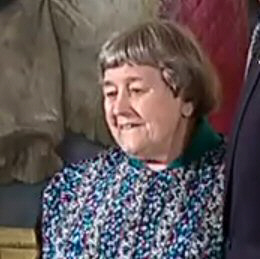
Yvonne Brill (2011)

Yvonne Madelaine Brill, geboren als Yvonne Claeys (* 30. Dezember 1924 in Winnipeg; † 27. März 2013 in Princeton, New Jersey) war eine US-amerikanische Raketentechnikerin kanadischer Herkunft. Sie entwickelte unter anderem einen neuartigen Raketenantrieb, der zum Standard für Kommunikationssatelliten wurde.

## Leben
Yvonne Madelaine Brill kam als Tochter des Zimmerers August Claeys und seiner Frau Julienne, geb. Carette, in der kanadischen Stadt Winnipeg zur Welt. Sie wuchs in deren Vorort St. Vital auf. Ihre Eltern stammten ursprünglich aus Belgien (Flandern) und hatten einen relativ niedrigen Bildungsstand. Brill studierte bis 1945 Mathematik an der University of Manitoba. Danach arbeitete sie in Kalifornien für den Flugzeughersteller Douglas Aircraft Company, wobei ihr spezielles Interesse dem Treibstoff galt. Gleichzeitig erlangte sie den Master in Chemie an der University of Southern California.
Während des Studiums lernte sie ihren zukünftigen Mann kennen, den zwei Jahre älteren Chemiker William Franklin Brill († 2010). Am 11. Mai 1951 erteilte ihr ein Gericht in Los Angeles die Staatsbürgerschaft der Vereinigten Staaten. Am 15. Dezember des gleichen Jahres heiratete sie William Brill. Aus der Ehe gingen zwei Söhne und eine Tochter hervor. Das Paar zog aus beruflichen Gründen William Brills nach Osten in die Nähe von Princeton. Ab der Schwangerschaft mit ihrem ersten Kind Ende der 1950er unterbrach Yvonne Brill ihre Vollzeitarbeit als Ingenieurin und war nur noch beratend tätig.
1966 nahm Brill ihre Karriere bei RCA Astro Electronics wieder auf. Im Jahr darauf entwickelte sie den Hydrazine Resistojet oder auch Electrothermal Hydrazine Thruster (EHT), eine bei Kommunikations- und Beobachtungssatelliten eingesetzte Antriebsart. Der EHT erhitzte den Raketentreibstoff Hydrazin elektrisch und zeichnete sich durch eine 30-prozentige Effizienzsteigerung aus, welche mit Hilfe der zusätzlichen Erhitzung der den Treibstoff verbrennenden Bauteile erreicht wurde. Diese Effizienzsteigerung ermöglichte eine Verringerung des Gewichts von Satelliten, die zuvor mehr Treibstoff benötigten, um sich im Orbit zu halten. 1972 ließ Brill sich ihr Dual thrust level monopropellant spacecraft propulsion system patentieren. Der EHT wurde 1983 erstmals in einem Raumfahrtzeug der RCA eingesetzt und entwickelte sich zu einem industriellen Standard, der in Kommunikationssatelliten von Unternehmen wie General Electric, Lockheed Martin und Orbital Sciences Corporation Verwendung fand.
Ab 1981 arbeitete Brill zwei Jahre im Hauptquartier der NASA in Washington, D.C. im Bereich Feststoffraketentechnik. Ab 1986 war sie für die International Maritime Satellite Organization in London tätig. 1987 wurde sie als eine von wenigen Frauen der damaligen Zeit Mitglied der National Academy of Engineering.
2002 zeichnete das American Institute of Aeronautics and Astronautics Brill mit dem Wyld Propulsion Award aus. 2010 wurde sie in die National Inventors Hall of Fame aufgenommen. Für ihre innovativen Verbesserungen der Raketenantriebssysteme von geosynchronen und LEO-Kommunikationssatelliten wurde sie mit der National Medal of Technology and Innovation ausgezeichnet, die ihr US-Präsident Barack Obama am 21. Oktober 2011 im Weißen Haus überreichte.
Mit 88 Jahren starb Brill in einem Krankenhaus in Princeton an Brustkrebs.
Am 18. April 2023 wurde ein Mondkrater nach ihr benannt: Mondkrater Brill.